# Bärenwaldbach
Der Bärenwaldbach, auch Bartlbach genannt, ist ein rund 3,1 Kilometer langer, linker Nebenfluss des Oswaldgrabenbachs in der Steiermark.

## Verlauf
Der 3,143 Kilometer lange Bärenwaldbach entsteht im westlichen Teil der Gemeinde Kainach bei Voitsberg, im nordwestlichen Teil der Katastralgemeinde Oswaldgraben, nördlich der Terenbachalm und nordöstlich der Terenbachhütte. Er fließt im Oberlauf relativ gerade nach Südosten, biegt nach etwa einen Drittel seines Gesamtlaufes südwestlich des Bärenwaldes aber auf einen Ostkurs, ehe er nach etwa 500 Metern wieder auf einen relativ geraden Südostkurs schwenkt. In der Katastralgemeinde Oswaldgraben mündet er südwestlich des Steinkogels und südöstlich des Hofes Bartlbauer in den Oswaldgrabenbach, der danach gerade aus weiterfließt. Auf seinem Lauf durchfließt der Bärenwaldbach den so genannten Bärenwald und nimmt von links einen sowie von rechts zwei kleine und unbenannte Wasserläufe auf.